# George Takei
Pour les articles homonymes, voir Takei.
George Takei est un acteur américain d'origine japonaise né le 20 avril 1937 à Los Angeles.
Il est notamment connu pour avoir interprété Hikaru Sulu dans la série originale Star Trek (1966-1969) ainsi que dans la série d'animation (1973-1974) et les six films  (1979-1991) qui lui font suite. Il reprend le rôle en 1996 dans un épisode de la série Star Trek: Voyager ainsi que dans plusieurs jeux vidéo.
Il est également connu comme militant des droits LGBT et partisan de Bernie Sanders.

## Biographie
Pendant la Seconde Guerre mondiale, il est, comme toutes les personnes d’origine japonaise vivant aux États-Unis, arrêté et interné. Il a raconté cette histoire familiale dans une bande dessinée, Nous étions les ennemis (They Called Us Enemy).

### Carrière
George Takei commence sa carrière à la télévision dans les séries comme Hawaï police d'État, Mission impossible ou La Quatrième Dimension notamment.
Takei est recruté pour le second pilote de Star Trek (Où l'homme dépasse l'homme - Where No Man Has Gone Before). Il interprète déjà le rôle de Sulu mais il est mathématicien. Dès l’épisode suivant, Sulu est nommé timonier.
Lors de la seconde saison de Star Trek, l’acteur délaisse la série pour tourner un film, Les Bérets verts. S’il participe aux six premiers films issus de la série télé Star Trek, George Takei se tourne surtout vers la politique, notamment pour s’occuper des minorités sino-américaines.
Tout comme Walter Koenig, George Takei a donné son accord pour participer à un épisode de la fan série Star Trek - New Voyages. Il y jouera le rôle de son personnage, Hikaru Sulu, vieilli de 30 ans.
Depuis janvier 2007, George Takei joue le rôle du père de Hiro Nakamura, Kaito Nakamura, dans la série télévisée américaine Heroes sur la chaîne de télévision NBC. Ce rôle constitue un clin d'œil : le personnage de Hiro Nakamura est en effet fan de Star Trek et multiplie les références à cette série. Exemple : la plaque d'immatriculation de son véhicule est « NCC-1701 ».
Il a également joué l'Empereur du Pays du Soleil Levant, Yoshiro, dans Command & Conquer : Alerte Rouge 3.
Il a joué son propre rôle dans l'épisode 8 de la saison 1 de Psych : Enquêteur malgré lui, l'épisode 13 de la saison 7 de Malcolm et dans l'épisode 4 de la saison 4 de The Big Bang Theory. En 2010, il joue dans une publicité pour présenter la nouvelle technologie « Quatron » de Sharp.
Cinquante-six ans après voir joué le personnage pour la première fois, il reprend en 2022 le rôle d'Hikaru Sulu dans un épisode de la troisième saison de la série d'animation Star Trek: Lower Decks.

### Hommage
Son nom, « Takei », a été donné à un astéroïde découvert en 1994 entre Mars et Jupiter.

### Vie privée

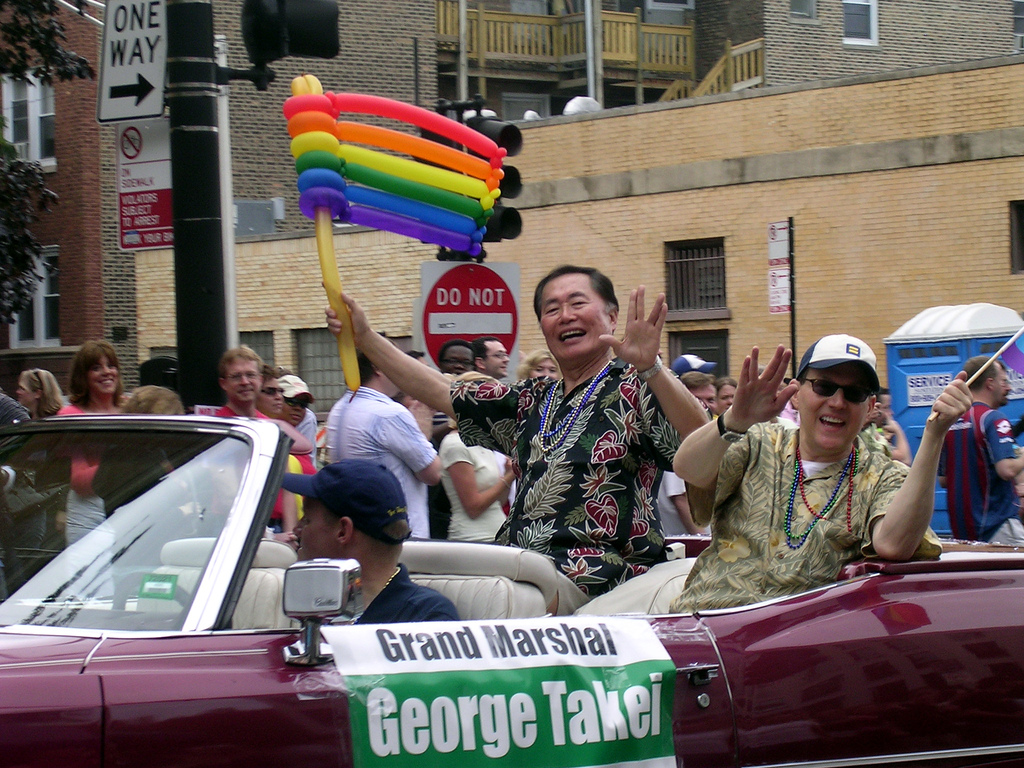
George Takei à la Chicago Gay & Lesbian Pride 2006.

En 1942, à l'âge de 4 ans, George Takei et toute sa famille sont déportés au camp d'internement de Rohwer (puis à celui de Tule Lake) à la suite de l'internement des Nippo-Américains. Il a raconté cette histoire en 2019 dans une bande dessinée, Nous étions les ennemis (They Called Us Enemy).
En 2005, dans une interview accordée au magazine gay de Los Angeles, Frontiers, il a révélé vivre avec son compagnon Brad Altman depuis 21 ans. « Je suis out depuis un certain temps, maintenant, mais je n'en parlais pas à la presse ». Le changement de climat social autour de l'homosexualité l'a incité à révéler son homosexualité. « Le monde a changé depuis mon adolescence, pendant laquelle j'avais honte d'être homosexuel », a-t-il déclaré. « Le mariage gay est maintenant un problème politique. Cela aurait été impensable dans ma jeunesse. » Ils se sont mariés en septembre 2008, en Californie.
En octobre 2017, dans le contexte de l'affaire Harvey Weinstein, il est accusé d'avoir agressé sexuellement un mannequin en 1981.

## Filmographie

### Comme acteur

#### Cinéma
- 1955 : Le Retour de Godzilla de Motoyoshi Oda
- 1956 : Rodan d'Ishirō Honda : Professeur Kashiwagi
- 1959 : La Bataille de la mer de Corail de Paul Wendkos : L'officier de la radio japonaise
- 1959 : La Proie des vautours de John Sturges : Le soldat à l'hôpital
- 1960 : Les Aventuriers de Vincent Sherman : Wang
- 1960 : Saipan de Phil Karlson : George
- 1961 : Le Gentleman en kimono de Mervyn LeRoy : Le fils de M. Asano
- 1963 : Patrouilleur 109 de Leslie H. Martinson : Le timonier sur le destroyer japonais
- 1965 : Morituri de Bernhard Wicki : L'officier junior
- 1965 : Ligne rouge 7000 d'Howard Hawks : Kato
- 1966 : Rien ne sert de courir de Charles Walters : Le capitaine de police
- 1966 : Sursis pour une nuit (An American Dream) de Robert Gist : Attorney Ord Long
- 1967 : Jerry la grande gueule de Jerry Lewis : Le bijoutier
- 1968 : Les Bérets verts  de Ray Kellogg, John Wayne et Mervyn LeRoy : Capitaine Nim
- 1968 : The Moviemakers d'Elliot Geisinger : Lui-même
- 1970 : Ya, ya, mon général ! de Jerry Lewis : Yamashita
- 1972 : Josie's Castle de Laurence E. Mascott : Ken
- 1979 : Star Trek, le film de Robert Wise : Hikaru Sulu
- 1982 : Star Trek 2 : La Colère de Khan de Nicholas Meyer : Hikaru Sulu
- 1984 : Star Trek 3 : À la recherche de Spock de Leonard Nimoy : Hikaru Sulu
- 1986 : Star Trek 4 : Retour sur Terre de Leonard Nimoy : Hikaru Sulu
- 1988 : Stop Smoking : L'hôte
- 1989 : Retour de la rivière Kwaï d'Andrew V. McLaglen : Lt. Tanaka
- 1989 : Star Trek 5 : L'Ultime Frontière de William Shatner : Hikaru Sulu
- 1990 : Blood Oath de Stephen Wallace : Vice-amiral Baron Takahashi
- 1991 : Star Trek Adventure : Hikaru Sulu
- 1991 : Star Trek 6 : Terre inconnue de Nicholas Meyer : Hikaru Sulu
- 1993 : Live by the Fist de Cirio H. Santiago : Oncle Coronado
- 1993 : The Curse of the Dragon de Tom Kuhn et Fred Weintraub : Le narrateur
- 1994 : Jeungbal de Sang-ok Shin : Han Seoung Tae
- 1994 : Oblivion de Sam Irvin : Doc Valentine
- 1996 : Oblivion 2: Backlash de Sam Irvin : Doc Valentine
- 1997 : The Magic Pearl de Bob Curtis : Ha Ping
- 1997 : Frank Lloyd Wright and Japenese Art de Kenneth Love : Narrateur
- 1997 : Trekkies de Roger Nygard : Lui-même
- 1998 : Bug Buster de Lorenzo Doumani : Dr Hiro Fujimoto
- 1998 : Mulan de Tony Bancroft et Barry Cook : Le premier ancêtre
- 1999 : Qui garde la maison ? de Timothy J. Nelson : Elliott
- 2000 : Conscience and the Constitution de Frank Abe : Le résistant (voix)
- 2002 : Noon Blue Apples de Jay Lee : Animateur de la radio
- 2003 : With Honors Denied de Mimi Gan : Le narrateur
- 2003 : Roddenberry on Patrol de Tim Russ : Le narrateur
- 2004 : Patient 14 d'Andrew Bakalar : Dr Hsieh
- 2004 : Mulan 2 : La Mission de l'Empereur de Darrell Rooney et Lynne Southerland : Le premier ancêtre
- 2007 : Finishing the Game: The Search for a New Bruce Lee de Justin Lin : L'homme en noir (voix)
- 2008 : Ninja Cheerleaders de David Presley : Hiroshi
- 2008 : Showdown of the Godz de Julien Calderbank : Ono
- 2008 : Mister Showman de Sean McGinly (en) : Lui-même
- 2008 : Rien que pour vos cheveux de Dennis Dugan : Lui-même
- 2009 : The Red Canvas de Kenneth Chamitoff et Adam Boster : Krang
- 2009 : Scooby-Doo and the Samurai Sword de Christopher Berkeley : Le vieux samouraï (voix)
- 2009 : George & Brad in Bed de Jessica Sanders : Lui-même
- 2009 : Annul Victory de Chery Riley : Lui-même
- 2009 : Space Travelers de Charles Evans, Jr. : Lui-même
- 2010 : The Pool Boys de J.B. Rogers : Maitre D'
- 2010 : The Potential Wives of Norman Mao de Derek Nguyen : Le narrateur
- 2010 : Submission de Kenneth Chamitoff et Adam Boster : Krang
- 2010 : 8: The Mormon Proposition de Reed Cowan et Steven Greenstreet : Lui-même
- 2010 : Be Counted de Matt Palazzolo : Lui-même
- 2011 : Il n'est jamais trop tard (Larry Crowne) de Tom Hanks : Dr Matsutani
- 2011 : These Amazing Shadows de Paul Mariano et Kurt Norton : Lui-même
- 2012 : Strange Frame de G.B. Hajim : Tamadamsa (voix)
- 2015 : Hopeful Romantic de Benjamin Pollack : Le mentor
- 2016 : Kubo et l'Armure magique de Travis Knight : Hosato (voix)

#### Télévision

##### Séries télévisées
- 1959 : Perry Mason (1 épisode) : Toma Sakai
- 1960 - 1961 : The Islanders (2 épisodes) : Ysung et Tsung
- 1964 : La Quatrième Dimension (The Twilight Zone) (Série TV) : épisode La Rencontre (The Encounter) de Robert Butler (saison 5, épisode 31) : Arthur/Taro Takamuri
- 1965 : Voyage au fond des mers: saison 2 (Les saboteurs de l'inconnu) : Cheng
- 1965 : Mister Roberts (2 épisodes)
- 1965 - 1966 : Les Espions (2 épisodes) : Yuze et Ito
- 1966 : Mission impossible (1 épisode) : Roger Lee
- 1966 : Brigade criminelle (1 épisode) : Jimmy Ito
- 1966 - 1969 : Star Trek : Hikaru Sulu
- 1968 : Opération vol (1 épisode) : Wo
- 1971 : L'Homme de fer (1 épisode) : Tsutomu Watari
- 1972 : Kung Fu (1 épisode)
- 1974 : L'Homme qui valait trois milliards (1 épisode) : Chin-Ling
- 1975 : Hawaï police d'État (1 épisode) : Nathanial Blake
- 1976 : Les Têtes brûlées (1 épisode) : Major Kato
- 1979 : Vegas (1 épisode) : Examinateur médical
- 1983 : Matt Houston (1 épisode)
- 1986 : MacGyver (1 épisode) : Dr. Shen Wei
- 1987 : Arabesque (1 épisode) : Bert Tanaka
- 1987 : Deux Flics à Miami (1 épisode) : Kenneth Togaru
- 1995 : Kung Fu, la légende continue (1 épisode) : Colonel Ong
- 1996 : Star Trek : Voyager (1 épisode) : Hikaru Sulu
- 1998 : Demain à la une (1 épisode) : M. Lee
- 1998 : Diagnostic : Meurtre : Premier homme en noir
- 2000 : Baby blues (1 épisode) : Bonsai
- 2002 : Son of the Beach (1 épisode) : Le grand-père
- 2003 : Les Feux de l'amour (1 épisode) : Révérend Daniel Tanaka
- 2004 : Scrubs : Le prêtre
- 2006 : Malcolm (Saison 7 épisode 14) : Lui-même
- 2006 : Schockwave (A.I. Assault) : Major Lane
- 2007 : Cory est dans la place (1 épisode) : Ronald
- 2007 : Psych : Enquêteur malgré lui (1 épisode : saison 1 ep 8) : Lui-même
- 2007 : Star Trek : Phase II (1 épisode) : Hikaru Sulu
- 2007 - 2010 : Heroes (12 épisodes) : Kaito Nakamura
- 2009 : Jimmy Kimmel Live! (1 épisode) : Jon Gosselin
- 2010 : La Vie de croisière de Zack et Cody (1 épisode) : Rome Tipton
- 2010 : The Big Bang Theory (1 épisode) : Lui-même
- 2011 : Community (1 épisode) : Lui-même (Voix-off)
- 2011 - 2013 : Supah Ninjas : L'Holoancêtre
- 2019 : The Terror : Yamato-san (saison 2, 10 épisodes)
- 2020 : The Twilight Zone : La Quatrième Dimension : épisode Autre suggestion (You Might Also Like) de Osgood Perkins (saison 2, épisode 10) : Kamanit #1
- 2023 : Blue Eye Samurai : Seki

##### Séries d'animation
- 1973 - 1974 : Star Trek : Hikaru Sulu
- depuis 1991 : Les Simpson (The Simpson) : Akira, Wink, Walter, le Sushi chef et lui-même (6 épisodes - en cours)
- 1999 :  Batman, la relève (Batman Beyond) : M. Fixx (saison 1, épisodes 1 et 2)
- 2002 : Jackie Chan : Le grand mystique (1 épisode)
- 2002 : Samouraï Jack : le quatrième guerrier (1 épisode)
- 2002-2013 : Futurama : lui-même (4 épisode)
- 2003 - 2007 : Kim Possible : Sensei (6 épisodes)
- 2005 : Avatar, le dernier maître de l'air (Avatar the Last Airbender): le gardien (1 épisode)
- 2006 : El Tigre : Les Aventures de Manny Riviera : le septième samouraï (1 épisode)
- 2008 - 2009 : Chowder : Fois Gras (2 épisodes)
- 2009 : Star Wars: The Clone Wars : Lok Durd (saison 1 épisode 14)
- 2009 : Transformers: Animated : Yoketron (1 épisode)
- 2010 : The Super Hero Squad Show : Galactus (2 épisodes)
- 2021 : Hit-Monkey : Shinji Yokohama (9 épisodes)
- 2022 : Star Trek: Lower Decks : Hikaru Sulu (saison 3, épisode 8)

#### Jeux vidéo
- 1992 : Star Trek: 25th Anniversary Enhanced : Hikaru Sulu
- 1993 : Star Trek: Judgment Rites : Hikaru Sulu
- 1997 : Star Trek: Starfleet Academy : Hikaru Sulu
- 1998 : Starfleet Acamedy: Chekov's Lost Missions : Hikaru Sulu
- 1999 : Star Trek: Starfleet Command : Hikaru Sulu
- 2000 : Star Trek: Starfleet Command: Volume II: Empires at War : Hikaru Sulu
- 2002 : Dragon's Blood : Le roi
- 2003 : Freelancer : Seigneur Hakkera
- 2003 : Star Trek: Shattered Universe : Hikaru Sulu
- 2008 : Command & Conquer : Alerte rouge 3 : Empereur Yoshiro
- 2010 : Marvel Super Hero Squad : Le Gant de l'infini : Galactus
- 2012 : Skylanders: Giants : Arkeyan Conquertron et Arkeyan Roi

### Autres
- 2010 : The Potential Wives of Norman Mao - producteur
- 2009 : Space Travelers - scénariste

## Distinctions
- 1986 : étoile posée sur le Walk of Fame de Hollywwod, au 6681 Hollywood Boulevard
- 2015 : prix du meilleur acteur dans un second rôle pour Hopeful Romantic au festival du film de Chelsea
- 2019 : prix Inkpot du Comic-Con de San Diego pour l'ensemble de sa carrière[8]
- 2020 : prix Eisner du meilleur travail inspiré de la réalité pour They Called Us Enemy (en) (avec Harmony Becker et Justin Eisinger)[9], traduit en français sous le titre Nous étions les ennemis
- L'astéroïde (7307) Takei est nommé en son honneur.

## Voix francophones
En version française, George Takei n'a pas de voix régulière. Pour son rôle dans la franchise Star Trek, Tola Koukoui le double notamment dans les cinq premiers films. Pour le deuxième doublage de Star Trek, le film, il est remplacé par  Marc Perez tandis que Patrick Guillemin le double dans Star Trek 6 : Terre inconnue. Les séries Star Trek et Star Trek, la série animée sont uniquement en version québécoise, Daniel Roussel étant sa voix dans la première et Mario Desmarais dans la seconde.
Pour ses autres rôles, François Dunoyer le double dans Heroes et Il n'est jamais trop tard tandis qu'il est doublé à titre exceptionnel par Jean Berton dans Jerry la grande gueule, Jacques Bernard dans Ya, ya, mon général !, Lionel Henry dans The Big Bang Theory, Patrice Dozier dans Bienvenue chez les Huang, Serge Biavan dans Samouraï Academy et Paul Borne dans Avatar, le dernier maître de l'air.